# Onitsha (Roman)
Onitsha ist ein 1991 auf Französisch erschienener und 1993 ins Deutsche übersetzter Roman von Jean-Marie Gustave Le Clézio. Der Titel bezieht sich auf die nigerianische Stadt Onitsha, in der der Hauptteil der Handlung während eines Jahres zwischen 1948 und 1949 spielt.

## Inhalt
„Onitsha“ ist die romanhaft verfremdende Darstellung wichtiger autobiografischer Stationen, die J. M. G. Le Clézio 2001 in „Der Afrikaner“ noch einmal in autobiografischer Absicht aufnimmt. 
Der Roman ist in vier Teile untergliedert: „Eine lange Reise“, „Onitsha“, „Aro Chuku“ und „Fern von Onitsha“. Die Erzählperspektive ist meistens die des 12-jährigen Fintan, kann aber auch zu der seiner Mutter Maria Luisa, von ihm Maou, von seinem Vater Marilu genannt, und zu der seines Vaters Geoffroy Allen wechseln.
Das letzte Kapitel spielt 20 Jahre später Ende der 1960er Jahre in England und in Südfrankreich.

### „Eine lange Reise“

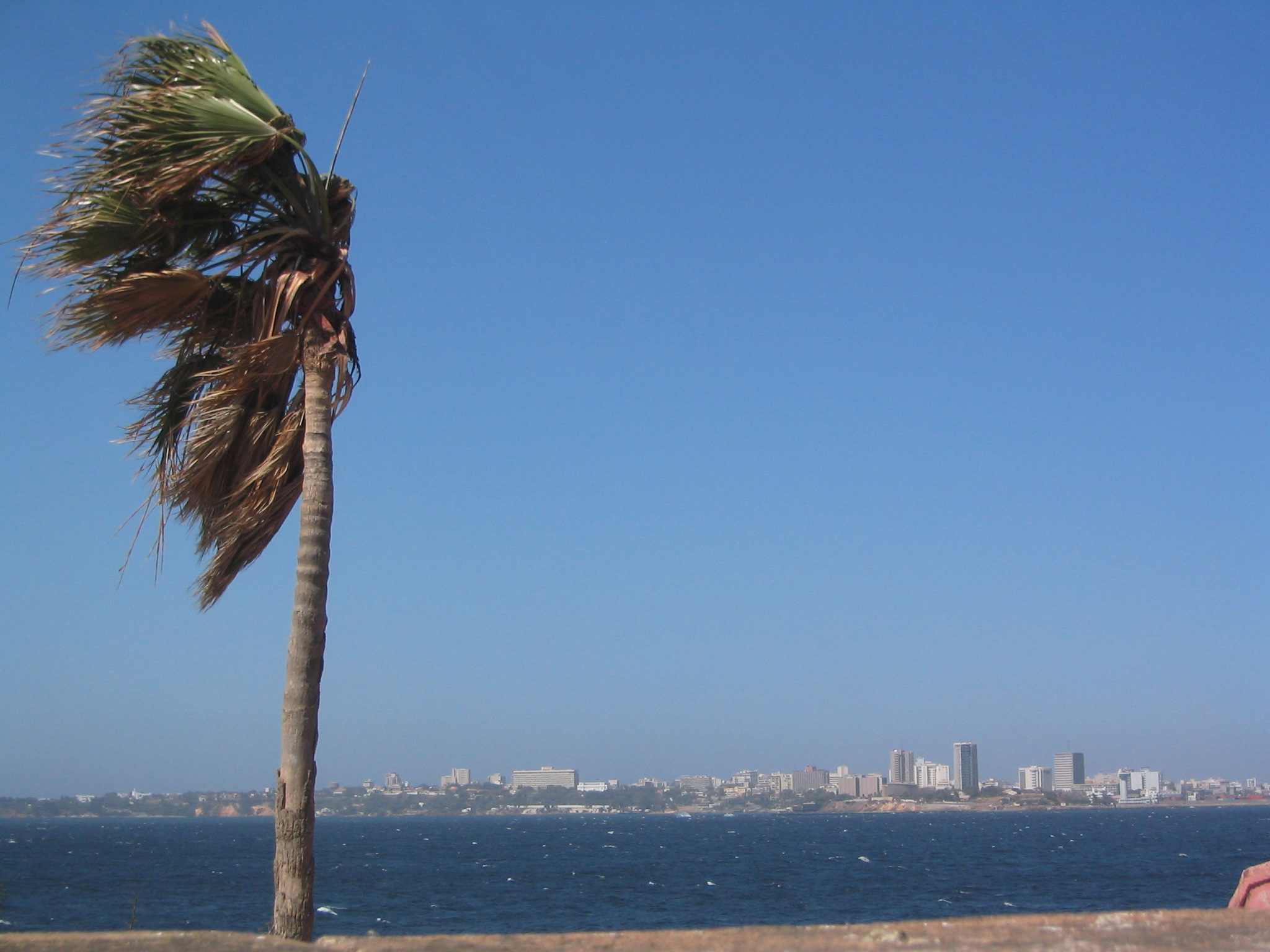
Dakar, gesehen von der Insel Gorée

Maria Luisa Allen und ihr Sohn Fintan reisen am 14. März 1948 von Bordeaux auf dem Passagierdampfer „Surabaya“ der Holland-Afrika-Linie nach Port Harcourt im Nigerdelta, wo sie am 13. April 1948 ankommen und von Geoffroy abgeholt werden.
Geoffroy hatte sich bald nach der Eheschließung 1935 in Nizza nach Afrika begeben, wohin ihm seine Frau folgen sollte. Dem kam entgegen, dass er bei der britischen Kolonialhandelsgesellschaft United Africa Company in Onitsha Arbeit fand. Für Übersee hatte er sich einmal wegen seines Wunsches zu reisen entschieden, für Afrika wegen seiner Begeisterung für die Kultur von Meroe, deren Spur seiner Überzeugung nach ins Herz von Afrika führte und der er nachforschen wollte (S. 95). Die Geburt Fintans und die über Italien, Spanien und Deutschland eintretenden Kriegsereignisse zögerten ein Zusammenleben immer wieder hinaus, so dass Fintan seinen Vater sehr spät als einen ihm Fremden kennenlernen wird. Am ersten Reiseabend sieht er im letzten Sonnenlicht den „grünen Strahl“ aufblitzen, der in ihn wie ein Finger durch die Pupille eindringt „und die Schädeldecke berührt“ (S. 16). Während sie an der afrikanischen Küste von Dakar an immer wieder in Häfen anlegen, wird Fintans Wille, sich auf Fremdes einzulassen, immer verlangender, wenn er auch vor der Begegnung mit seinem Vater zurückschreckt. Seine Mutter hingegen, die von Mitpassagieren wegen ihres dunklen Teints – sie stammt aus Italien und ist in Fiesole geboren – „die Afrikanerin“ genannt wird und die an Deck vom künftigen Glück träumt (S. 73), hat bei den Landgängen den Eindruck, keine Luft mehr zu bekommen, so sehr stoßen sie das fremde Leben und seine Gerüche ab (S. 36 f.).

### „Onitsha“

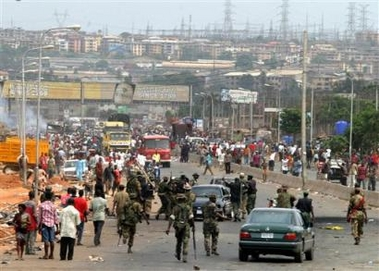
Onitsha

In Onitsha löst sich Maous Traumbild von Afrika auf: Sie erlebt eintönige Tage; ihr Mann ist als Handelsgesellschaftsangestellter den Abenteuern so fern wie der Urwald den Plantagen. Sie fürchtet die täglichen Gewitter und den Klang der nächtlichen Trommeln. Sie leidet lange an Amöbenruhr und hat immer wieder Fieberanfälle. In der Kolonialgesellschaft findet sie keinen Platz, weil sie sich deren Gepflogenheiten und der Verachtung der Afrikaner nicht anpasst. Als sie Anstoß daran nimmt, dass der neue District Officer, der mit demselben Schiff angekommen und seinen Posten angetreten hat, sein Schwimmbassin von angeketteten schwarzen Sträflingen ausheben lässt, oder sich im Klub ans Klavier setzt, um Erik Satie zu spielen, wird ihrem Mann nahegelegt, sie nicht mehr zu geselligen Zusammenkünften mitzubringen.
Fintan lebt die längst Zeit des Tages außerhalb der Kontrolle seiner Eltern, wenn er auch immer wieder der „kalten Wut“ seines Vaters ausgesetzt ist, den er instinktiv hasst (S. 73, 175). Die Verwandtschaft mütterlicherseits hatte ihm schon in Europa beigebracht, ihn „porco inglese“ (ital. „englisches Schwein“) zu nennen (S. 75). Er gewinnt die Freundschaft Bonys, eines einheimischen Jungen, Sohn eines Fischers, der ihn mit in seine Familie nimmt und ihn an seinen Lebensgewohnheiten teilnehmen lässt. Sie verständigen sich in Pidgin-Englisch und mit Gesten. Wie Boney beginnt er barfuß zu laufen, so dass seine Fußsohlen hart wie Holz werden. Er weiß, „dass er im Herzen seines Traumes war, am heißesten, wildesten Ort, gleichsam an jener Stelle, durch die das Blut seines Körpers floss. Nachts ertönte das Dröhnen der Trommeln“ (S. 91). Nach dem Vorbild seiner Mutter, die in ihrer Muttersprache in Hefte schreibt und von der er sich immer wieder italienische Verse vortragen lässt, hat er schon in der Schiffskabine eine Erzählung mit dem Titel „Eine lange Reise“ begonnen, an der er jetzt weiterschreibt (S. 55 f., 90 f., 119). Darin lässt er eine weibliche Hauptfigur ins Innere Afrikas zur schwarzen Königin Oya nach Gao reisen.

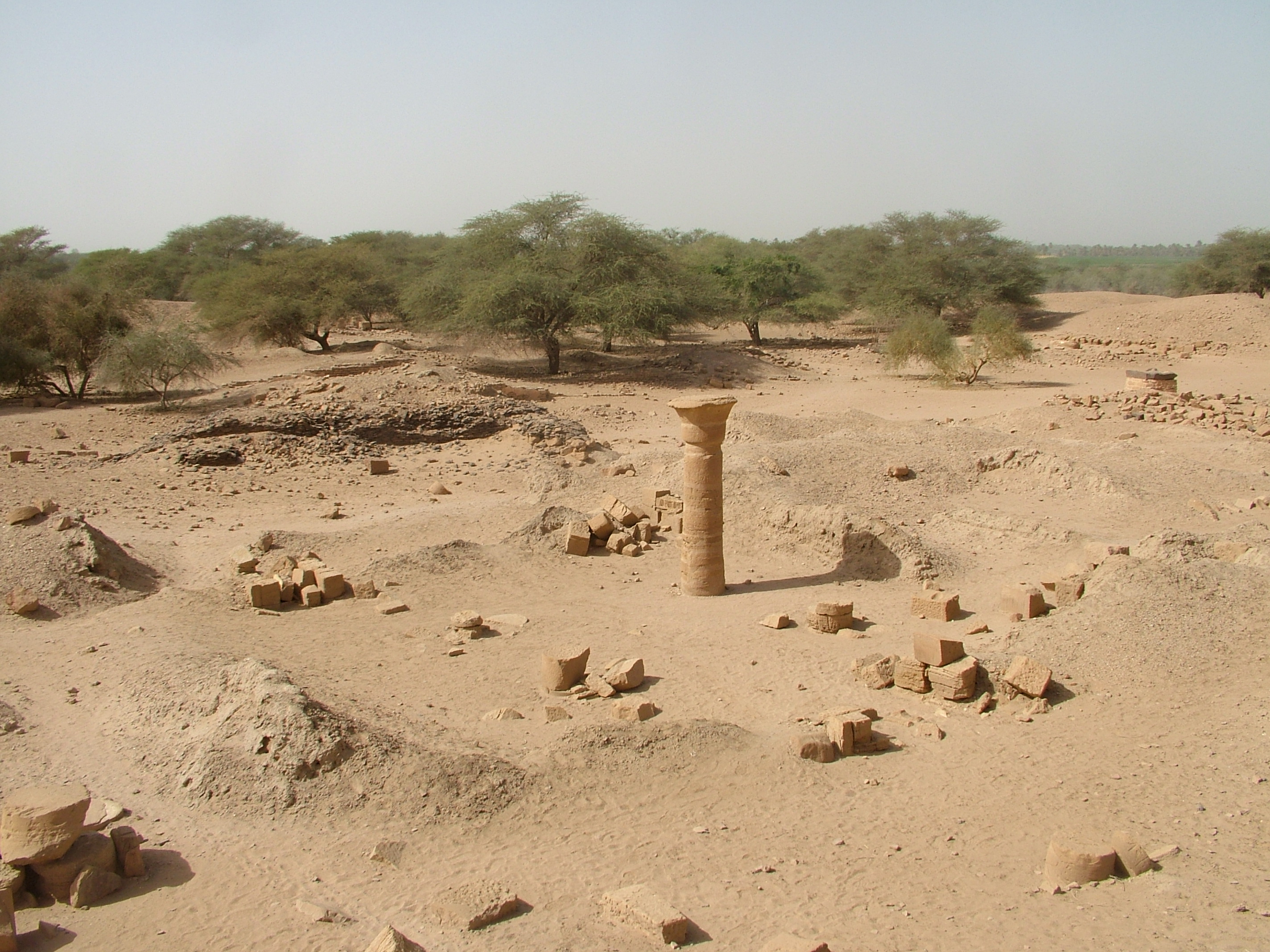
Reste der Königsstadt von Meroe

Über Geoffroys andauernde Leidenschaft zur Geschichte von Meroe nähern sich Vater und Sohn einander an, so dass Fintan Ideen für seine Erzählung aufgreift. Geoffroy führt ihn in die Geschichte von Meroe ein: „Meroe, die Stadt der schwarzen Königin, der letzten Vertreterin des Osiris, der letzten Nachfahrin der Pharaonen. Kemit, das schwarze Land. Im Jahr 350 wurde Meroe vom König Ezana aus Axum geplündert. Er drang mit seinen Truppen in die Stadt ein, Söldnern aus dem Land der Nuba, und das ganze Volk von Meroe, die Schreiber, die Gelehrten, die Architekten zogen mitsamt ihren Herden und heiligen Schätzen fort, folgten der Königin, auf der Suche nach einer neuen Welt ...“ (S. 133).
Es ist ein abseits von der europäischen Gemeinde lebender Engländer, Sabine Rodes, der sich für die Geschichte Afrikas interessiert und der Geoffroy mit aller wichtigen Literatur versorgt hat. Er spricht Fulfulde und Arabisch und lebt mit seinem afrikanischen Diener Okahwo allein in einem stattlichen Anwesen. Er nennt Okahwo seinen Sohn und sagt, dass diesem alles in seinem Haus gehöre. Fintan fühlt sich von ihm angezogen, weil Sabine Rodes ihn am dichtesten an afrikanische Lebenswirklichkeit heranführt (S. 109–117). Am Schluss zeigt sich aber, dass Sabine Rodes unter falschem Namen lebte und bis zu seinem Tode 1968 in Onitsha eigentlich Officer des Order of the British Empire war (S. 285). Er stellt sich als jemanden dar, der vom Untergang des Empires überzeugt ist und dessen Zeuge sein will (S. 199).

### „Aro Chuku“
Geoffroy wird allein von seiner Faszination für Meroe gehalten; sein Beruf und die europäische Kolonialgesellschaft flößen ihm Abscheu ein (S. 98). Fintan hingegen meint noch nie woanders gelebt zu haben. Er ist erwachsener und seine Züge sind schärfer geworden. Maou weiß, dass sie nicht bleiben können (s. 163), während sie jedoch zunehmend die Erfahrung zutraulichen Umgangs mit Afrikanerinnen macht und sich ihnen auch körperlich verbunden fühlt, vor allem mit Oya, die von Okahwo schwanger ist (S. 167–174). Sie hat schöne Gesichtszüge, ist taubstumm, lebt allein, trägt ein Missionskleid und ein Kreuz zu einer Kette aus Kaurischnecken. Niemand weiß, woher sie kommt. Sie lebt zeitweise im Fluss auf einem englischen Schiffswrack, das einst „das mächtigste Schiff des Empires“ war (S. 150), auf dem sie sowohl geschwängert wird, wie sie dort auch ihren Sohn zur Welt bringt.
Okahwos Gesicht zeigt Tätowierungen, die auf die Geschichte des von den Engländern um 1900 zerstörten Orakels von Aro Chuku (= Kinder der Sonne) hinweisen. Die Engländer zerstörten es, um den Widerstand der Einheimischen gegen ihre Kolonisierung zu brechen, wie es schon die Feinde von Meroe taten, als sie zum Zeichen ihres Sieges die Tempel zerstörten (S. 143 f.). Okahwo führt Geoffroy auf dem östlich des Niger fließenden Cross River nach Aro Chuku, wo er „endlich den Ort des neuen Lebens“ und die Anknüpfung an Meroe gefunden zu haben meint (S. 222). Er erlebt aber eine Flöheinvasion, versinkt im Fieber der schwarzen Malaria und gibt den Glauben an ein zu findendes Paradies auf.
Unterdessen ist seine Ablösung aus der United Africa Company betrieben worden. Während er mit seiner Familie die Rückreise nach Europa vorbereitet, wo ihm besser zu helfen sein wird, und seine Frau und er sich in ihrer distanzierter gewordenen Beziehung noch einmal sehr nahekommen und ein Kind zeugen, verlässt Okahwo mit Oya und dem gerade geborenen Sohn auf dem Niger Onitsha, ohne dass Sabine Rodes etwas erfährt. Das Wrack des einst mächtigsten Schiffs des Empires versinkt endgültig, und flussabwärts beginnen die großen Ölgesellschaften mit der Prospektion des Geländes für ihre Bohrungen.

### „Fern von Onitsha“
Die Handlung macht einen Sprung in die Jahre 1968 und 1969. Fintan arbeitet als Repetitor für Französisch und Latein an derselben Schule nahe Bristol, wo er nach der Rückkehr aus Afrika auch im Internat untergebracht war. Seinen Mitschülern gegenüber hatte er sich vorsehen müssen, etwas von seiner Zeit in Afrika mitzuteilen, um nicht zum sadistischen Gespött der Klasse zu werden. 1958 bleibt er allein in England zurück, als seine Familie aus Gesundheitsgründen nach Südfrankreich zieht. Als der Biafra-Krieg ausbricht, überlegt er, nach Onitsha zurückzukehren. Dieser „Krieg löscht die Erinnerung aus, die Namen, die er gekannt hat“ (S. 270). Ein neues Wort merkt er sich, das in der Auseinandersetzung um die Ölreichtümer einen Begleitschaden kennzeichnet: „Kwashiorkor“, ein „klangvoller, furchtbarer Name des Todes“, vor dessen Eintritt sich das Haar verfärbt und die Haut wie Pergament zerbricht (S. 275).
Seiner Schwester Marima, die den Namen der schwarzen Hausangestellten trägt, die zeitgleich mit Marilu schwanger geworden war, schreibt er in diesem Zusammenhang einen Brief. Er erinnert sie daran, dass sie nicht nach England, wo sie geboren wurde, sondern nach afrikanischem Glauben nach Onitsha gehöre, denn dort sei sie gezeugt worden (S. 273 f.). Gegen den Krieg teilt er ihr seine Erinnerungen mit: „Noch jetzt, in der Ferne, spüre ich den Geruch von Fisch, der am Ufer des Stromes gebraten wird, den Geruch von Yamswurzeln und Fufu. Ich schließe die Augen und habe den süßen Geschmack von Erdnusssuppe im Mund. Ich spüre den trägen Geruch der Nebelschwaden, die abends über die Grasebene aufsteigen, höre das Geschrei der Kinder“ (S. 275).
Als sein Vater 1969 im Sterben liegt, verlässt Fintan England und geht ebenfalls nach Südfrankreich. Geoffroy stirbt mit seinem Traum von einem neuen Meroe am Niger. Aber „der Weg nach Meroe ist ein Weg ohne Ende“ (S. 283).

## Rezeption
Madeleine Borgomano sieht 1993 in Onitsha eine neue Suche nach der verlorenen Zeit. Le Clézio bewege sich ausdrücklich im Kielwasser alter Vorbilder und habe einen Bildungs- und Initiationsroman geschrieben. Unübersehbar werde auf Jules Vernes Roman Der grüne Strahl angespielt, aber auch Joseph Conrad werde mit Herz der Finsternis evoziert, wenn an das Spalier der aufgereihten Totenschädel in der Orakelstätte von Aro Chuku erinnert werde.
Borgomano unterstreicht, dass Geoffroy Allens Faszination von Meroe keine isolierte Marotte sei, sondern über ihn ein Bild von Afrika entworfen werde, wie es Cheikh Anta Diop wissenschaftlich erarbeitet habe. Afrika werde so aus seiner angeblichen Geschichtslosigkeit gelöst und mit den ältesten Wurzeln der abendländischen Welt verbunden.
Hansjörg Graf stellte am 4. November 1994 den Roman in Die Zeit vor und sieht in ihm „nach dem rhetorischen Feuerzauber und den Wortkaskaden“ des jüngeren Le Clézio einen „kleinsten Aufwand sprachlicher Mittel“ in einem gelassenen Erzählen. „Urphänomene der Natur wie (…) der Strom und das Meer setzen ihre Zeichen; das literarische Äquivalent sind einfache Formen“. Fintan als Le Clézios Alter Ego wisse, dass das Afrika seiner Kindheit nicht mehr existiert; Aro Chuku sei für ihn nur ein anderes Wort für Wahrheit.

## Ausgaben
- Jean-Marie G. Le Clézio: Onitsha (Collection Folio; Bd. 2472). Gallimard, Paris 2008, ISBN 978-2-07-038726-7.
  - deutsche Übersetzung: Onitsha. Roman. Kiepenheuer & Witsch, Köln 2008, ISBN 978-3-462-04119-4 (übersetzt von Uli Wittmann).